# 9. децембар
9. децембар (9.12.) је 343. дан године по грегоријанском календару (344. у преступној години). До краја године има још 22 дана.

## Догађаји
- 536 — У Готском рату источноримски војсковођа Велизар освојио Рим од Острогота.
- 1824 — У Перуанском рату за независност снаге јужноамеричког револуционара Симона Боливара поразиле шпанску армију у бици код Ајакуча што је било пресудно за стицање независности Перуа.
- 1905 — У Дрездену изведена премијера опере једночинке „Салома“ Рихарда Штрауса, компоноване према причи Оскара Вајлда. Публика се згражавала над скаредношћу представе.
- 1905 — Представнички дом Француске је усвојио закон о одвајању државе од цркве.
- 1917 — Турске трупе у Првом светском рату Британцима предале Јерусалим.
- 1941 — Кина у Другом светском рату објавила рат Јапану, Немачкој и Италији.
- 1948 — Генерална скупштина Уједињених нација је усвојила конвенцију о геноциду, која правно дефинише геноцид и саветује својим потписницима да спрече и казне таква дела.
- 1961 — Тангањика је стекла независност у оквиру Британског комонвелта, с премијером Џулијусом Њеререом.
- 1967 — Николаје Чаушеску постао је председник Румуније.
- 1978 — Одиграна је прва утакмица женске професионалне кошаркашке лиге (WBL). Играла је екипа Chicago Hustle против -а.
- 1979 — Научна комисија Светске здравствене организације је потврдила да је вирус великих богиња искорењен међу људима.
- 1985 — Бивши председник Аргентине, генерал Хорхе Рафаел Видела, и његов следбеник, члан војне хунте, адмирал Емилио Масера, осуђени на доживотну робију због учешћа у рату против градске гериле и политичких противника, током којег је нестало 9.000 људи.
- 1985 — Генерална скупштина Уједињених нација једногласно прихватила резолуцију којом се сви акти тероризма осуђују као криминал.
- 1990 — Лех Валенса, бивши лидер синдиката Солидарност, је победио на првим председничким изборима у Пољској.
- 1990 — На првим вишестраначким изборима у Србији након 45 година владавине комуниста, победила Социјалистичка партија Србије, бивши комунисти, а за председника Србије изабран лидер те партије Слободан Милошевић.
- 1992 — Поштујући санкције УН против Југославије, Светска фудбалска федерација забранила југословенској репрезентацији да учествује у квалификацијама за Светско првенство у САД 1994.
- 1994 — Партија Шин Фејн, политичко крило Ирске републиканске армије, први пут после више од 70 година почела мировне разговоре с Владом Велике Британије.
- 1995 — Врховни суд Пољске потврдио победу Александра Квасњевског на новембарским председничким изборима и одбацио жалбу присталица његовог пораженог ривала Леха Валенсе.
- 1996 — УН одобриле примену дуго одлаганог споразума са Ираком о продаји ограничених количина нафте за храну, чиме се Ирак вратио на светско тржиште нафте први пут од инвазије на Кувајт 1990.
- 1999 — Власти Србије осудиле председницу Лиге албанских жена, песникињу Фљору Бровину, на 12 година затвора. Фљора Бровина пуштена на слободу 2000, по одласку Слободана Милошевића са власти.
- 2000 — Југославија и бивша југословенска република Словенија успоставиле дипломатске односе.
- 2002 — Америчка авионска компанија Јунајтед ерлајнс поднела захтев за банкрот, највећи у историји авио-индустрије.
- 2016 — Председница Јужне Кореје Парк Гун Хеј је смењена након корупционашког скандала.

## Рођења
- 1608 — Џон Милтон, енглески песник. (прем. 1674)[1]
- 1842 — Петар Кропоткин, руски теоретичар анархизма, географ, историчар и писац. (прем. 1921)[2]
- 1868 — Фриц Хабер, немачки хемичар, добитник Нобелове награде за хемију (1918). (прем. 1934)[3]
- 1881 — Војвода Вук, српски четнички командант у балканским ратовима. (прем. 1916)
- 1882 — Хоакин Турина, шпански композитор. (прем. 1949)[4]
- 1887 — Драгојло Дудић, српски револуционар и писац, учесник Народноослободилачке борбе и народни херој Југославије. (прем. 1941)[5]
- 1895 — Долорес Ибарури, шпанска револуционарка. (прем. 1989)[6]
- 1905 — Далтон Трамбо, амерички сценариста и писац. (прем. 1976)[7]
- 1906 — Грејс Хопер, амерички математичарка и информатичарка. (прем. 1992)[8]
- 1911 — Бродерик Крофорд, амерички глумац. (прем. 1986)[9]
- 1914 — Љубица Сокић, српска сликарка. (прем. 2009)[10]
- 1916 — Кирк Даглас, амерички глумац, продуцент, редитељ и писац. (прем. 2020)[11]
- 1917 — Џејмс Рејнвотер, амерички физичар, добитник Нобелове награде за физику (1975). (прем. 1986)[12]
- 1926 — Хенри Веј Кендал, амерички физичар, добитник Нобелове награде за физику (1990). (прем. 1999)[13]
- 1929 — Џон Касаветес, амерички глумац, редитељ и сценариста. (прем. 1989)[14]
- 1933 — Бранислав Вукашиновић, српски новинар и ТВ водитељ. (прем. 2011)[15]
- 1934 — Џуди Денч, енглеска глумица.[16]
- 1938 — Зехра Деовић, босанскохерцеговачка певачица. (прем. 2015)[17][18]
- 1941 — Бо Бриџиз, амерички глумац, редитељ и продуцент.
- 1945 — Мајкл Нури, амерички глумац.[19]
- 1951 — Драган Пантелић, српски фудбалер и фудбалски тренер. (прем. 2021)[20]
- 1953 — Џон Малкович, амерички глумац, редитељ, продуцент и модни дизајнер.[21]
- 1962 — Фелисити Хафман, америчка глумица.[22]
- 1969 — Биксенте Лизаразу, француски фудбалер.[23][24]
- 1972 — Тре Кул, амерички музичар, најпознатији као бубњар групе Green Day.[25]
- 1972 — Фабрис Санторо, француски тенисер.[26]
- 1975 — Александар Каракашевић, српски стонотенисер.[27]
- 1978 — Гастон Гаудио, аргентински тенисер.[28][29]
- 1980 — Сајмон Хелберг, амерички глумац, комичар и музичар.
- 1980 — Рајдер Хеседал, канадски бициклиста.
- 1981 — Марди Фиш, амерички тенисер.[30][31]
- 1982 — Тамила Абасова, руска бициклисткиња.[32]
- 1986 — Арон Бејнс, аустралијски кошаркаш.[33]
- 1987 — Хикару Накамура, амерички шахиста.
- 1988 — Пјетро Арадори, италијански кошаркаш.[34]
- 1988 — Квадво Асамоа, гански фудбалер.
- 1988 — Неса Девил, чешка порнографска глумица.[35]
- 1995 — Кели Убре Млађи, амерички кошаркаш.[36]

## Смрти
- 1437 — Жигмунд Луксембуршки, цар Светог римског царства. (рођ. 1368)[37]
- 1641 — Антонис ван Дајк, фламански сликар. (рођ. 1599)[38]
- 1669 — Папа Климент IX. (рођ. 1600)[39]
- 1910 — Лаза Костић, српски писац. (рођ. 1841)[40]
- 1937 — Густаф Дален, шведски физичар, добитник Нобелове награде за физику. (рођ. 1869)[41]
- 1989 — Јован Ђорђевић, српски стручњак за уставно право, теорију државе и социологију. (рођ. 1908)

## Празници и дани сећања
- Српска православна црква данас прославља
  - Преподобни Алимпије Столпник